# Dehlīz-e Do
Dehlīz-e Do (persiska: دهلیز دو) är en ort i Iran.   Den ligger i provinsen Khuzestan, i den västra delen av landet, 600 km sydväst om huvudstaden Teheran. Dehlīz-e Do ligger 16 meter över havet och antalet invånare är 119.
Terrängen runt Dehlīz-e Do är mycket platt. Runt Dehlīz-e Do är det ganska tätbefolkat, med 144 invånare per kvadratkilometer. Närmaste större samhälle är Ahvaz, 16,3 km öster om Dehlīz-e Do. Omgivningarna runt Dehlīz-e Do är i huvudsak ett öppet busklandskap.